# Maria Madalena da Áustria (1689-1743)
Maria Madalena da Áustria (Viena, 26 de março de 1689 - Viena, 1 de maio de 1743), foi filha do imperador Leopoldo I do Sacro Império Romano-Germânico e sua terceira esposa, Leonor Madalena de Neuburgo. Ela morreu solteira.

## Biografia
Nascida no Palácio de Hofburg, em Viena, ela foi o nono filho do imperador Leopoldo I e Leonor Madalena de Neuburgo. Pouco antes da Guerra da Sucessão Espanhola, houve uma proposta para o novo rei da Espanha, Filipe V, casar-se com a arquiduquesa, mas Luís XIV se opôs a essa luta por motivos dinásticos, sendo que a razão oficial apresentada foi que nenhuma das arquiduquesas à disposição satisfaziam seu neto. Em 1708, sua irmã mais velha, arquiduquesa Maria Ana, casou-se com João V de Portugal; Planos para uma segunda união entre nobres de Áustria e Portugal surgiram quando Maria Madalena foi proposta como noiva de Francisco de Bragança, Duque de Beja, irmão de João V. As negociações falharam logo nos estágios iniciais e, como tal, os dois candidatos morreram solteiros. Novamente, após a guerra, a questão de ela se tornar rainha da Espanha para substituir a agora falecida Maria Luísa de Saboia foi discutida. No entanto, mais uma vez, isso não aconteceu e Filipe se casou com Isabel Farnésio.
Após o fracasso do casamento, ela viveu uma vida de reclusão e permaneceu solteira e morreu sem filhos. Ela manteve um relacionamento próximo com sua sobrinha Maria Teresa, filha de seu irmão Imperador Carlos VI e futura imperatriz e também com sua irmã arquiduquesa Maria Ana. Ela morreu de pneumonia aos 54 anos. Foi enterrada na Cripta Imperial de Viena.